# Ecques
Ecques (flämisch: Hescha) ist eine französische Gemeinde mit 2176 Einwohnern (Stand: 1. Januar 2022) im Département Pas-de-Calais in der Region Hauts-de-France. Sie gehört zum Arrondissement Saint-Omer und zum Kanton Fruges. Die Einwohner werden Ecquois genannt.

## Geographie
Die Gemeinde Ecques liegt am Nordostrand des Artois, etwa neun Kilometer südlich von Saint-Omer und zehn Kilometer westnordwestlich von Aire-sur-la-Lys. Am Westrand der Gemeinde Ecques verläuft die Autoroute A26. Umgeben wird Ecques von den Nachbargemeinden Heuringhem im Norden und Nordosten, Quiestède und Roquetoire im Osten, Rebecques im Südosten und Süden, Clarques im Süden und Südwesten, Inghem im Westen sowie Helfaut im Nordwesten.

## Bevölkerungsentwicklung
| Jahr                       | 1962 | 1968 | 1975 | 1982 | 1990 | 1999 | 2006 | 2015 | 2022 |
| Einwohner                  | 1047 | 1108 | 1124 | 1295 | 1637 | 1781 | 1900 | 2095 | 2176 |
| Quellen: Cassini und INSEE |      |      |      |      |      |      |      |      |      |

## Sehenswürdigkeiten
- Kirche Saint-Nicolas aus dem 12. Jahrhundert
- Wasserturm

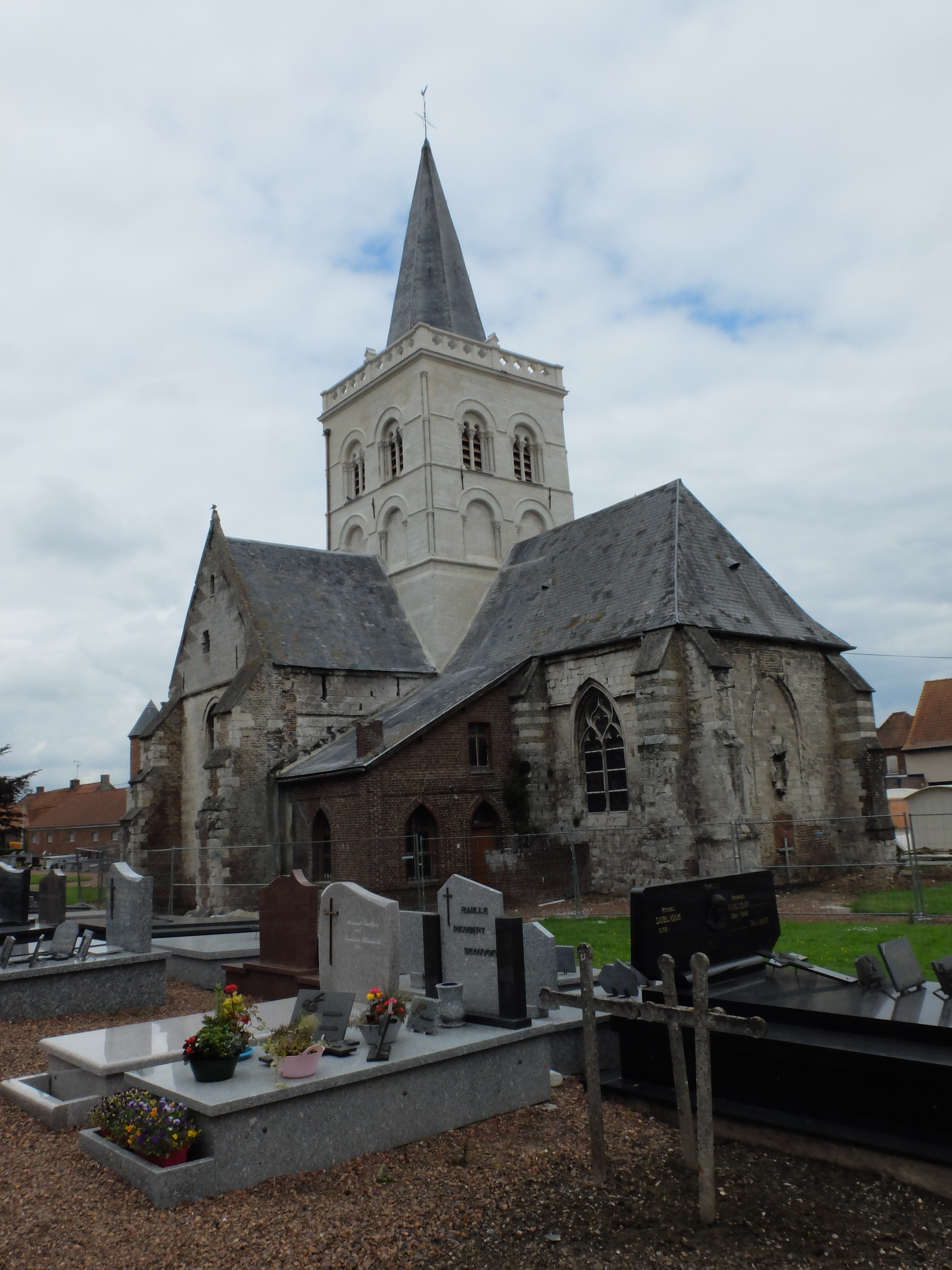
Kirche Saint-Nicolas
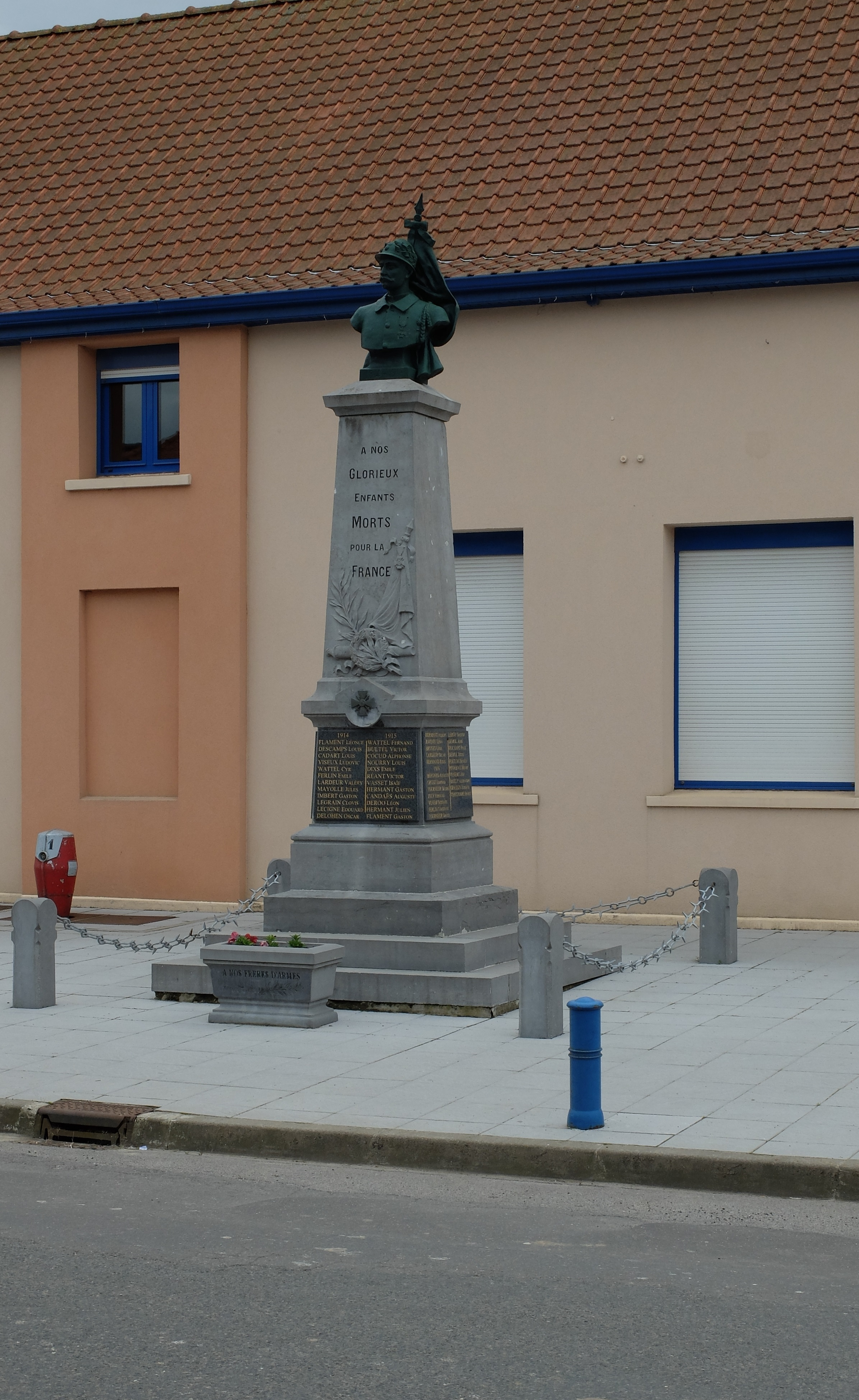
Gefallenendenkmal